# Spoiler
 For alternative betydninger, se spoiler (flertydig). (Se også artikler, som begynder med spoiler)
En spoiler er en afsløring af en histories plot, afslutning og/eller handling, der er lækket før historien har nået sit offentlige publikum. Det kaldes en "spoiler" fordi en sådan information potentielt kan spolere oplevelsen for en given modtager.
For at undgå at ruinere et "twist" i en film eller en tv-serie, kan producenterne vælge at filme alternative scener ("decoy") de ikke har intentioner om at bruge i den færdige sammensætning, men skuespillere og holdet ved ikke hvilke dele der ikke skal bruges eller nødvendigvis at der overhovedet er skudt decoys. På denne måde undgås at der lækkes information der kan spolere de store drejninger, og endelig hvis det lækkes kan det være svært at få puslespillet til at hænge sammen pga. den "støjende information."